# Gouverneur de Veracruz
Le gouverneur de Veracruz (en espagnol : Gobernador de Veracruz) est le chef du pouvoir exécutif de l'État de Veracruz au Mexique.
La fonction est occupée par Rocío Nahle García depuis le 1er décembre 2024.

## Histoire
La fonction est créée en janvier 1824, quand Guadalupe Victoria prend la direction de l'État, peu avant de devenir président du Mexique.
Le Parti libéral constitutionnaliste et le Parti travailliste se partagent la fonction de gouverneur entre 1918 et 1932, date à laquelle le Parti national révolutionnaire (PNR) s'empare de la fonction et la conserve successivement sous les noms de Parti de la révolution mexicaine (PRM) puis de Parti révolutionnaire institutionnel (PRI) sans discontinuer jusqu'en 2016. Le Parti action nationale (PAN) remporte alors l'élection avant de céder le pouvoir au Mouvement de régénération nationale (MORENA) qui détient le poste à partir de 2018.

## Élection
Le gouverneur est élu au suffrage universel pour un mandat de six ans et n'est pas rééligible. La dernière élection a eu lieu le 2 juin 2024.